# Camp de Souge
Le camp de Souge est un camp militaire français situé sur le territoire des communes de Martignas-sur-Jalle et de Saint-Médard-en-Jalles, dans le département de la Gironde. Il est connu comme lieu d'exécutions pendant la Seconde Guerre mondiale, notamment de 50 otages le 24 octobre 1941.

## Présentation
Le camp de Souge s'étend sur 2 855 ha de terrains de manœuvre et de champs de tir. Avec son sol sablonneux, ses forêts de pins, mais aussi les risques d'incendie, il possède toutes les caractéristiques de la forêt des Landes.
Le camp de Souge a abrité successivement :
- de 1961 à 1984 : 57e régiment d'infanterie ;
- de 1984 à 1999 : 1er régiment de chasseurs parachutistes ;
- de 1999 à 2011 : 503e régiment du train, ainsi que l'état-major de la 2e brigade logistique.

- Dans le cadre de la réforme de la carte militaire, le 13e régiment de dragons parachutistes (13e RDP), implanté auparavant à Dieuze, en Moselle, est transféré au Camp de Souge en 2011 ce qui le rapproche des autres unités du Commandement des forces spéciales terre.

## Le camp dans l'histoire

Le camp vers 1900
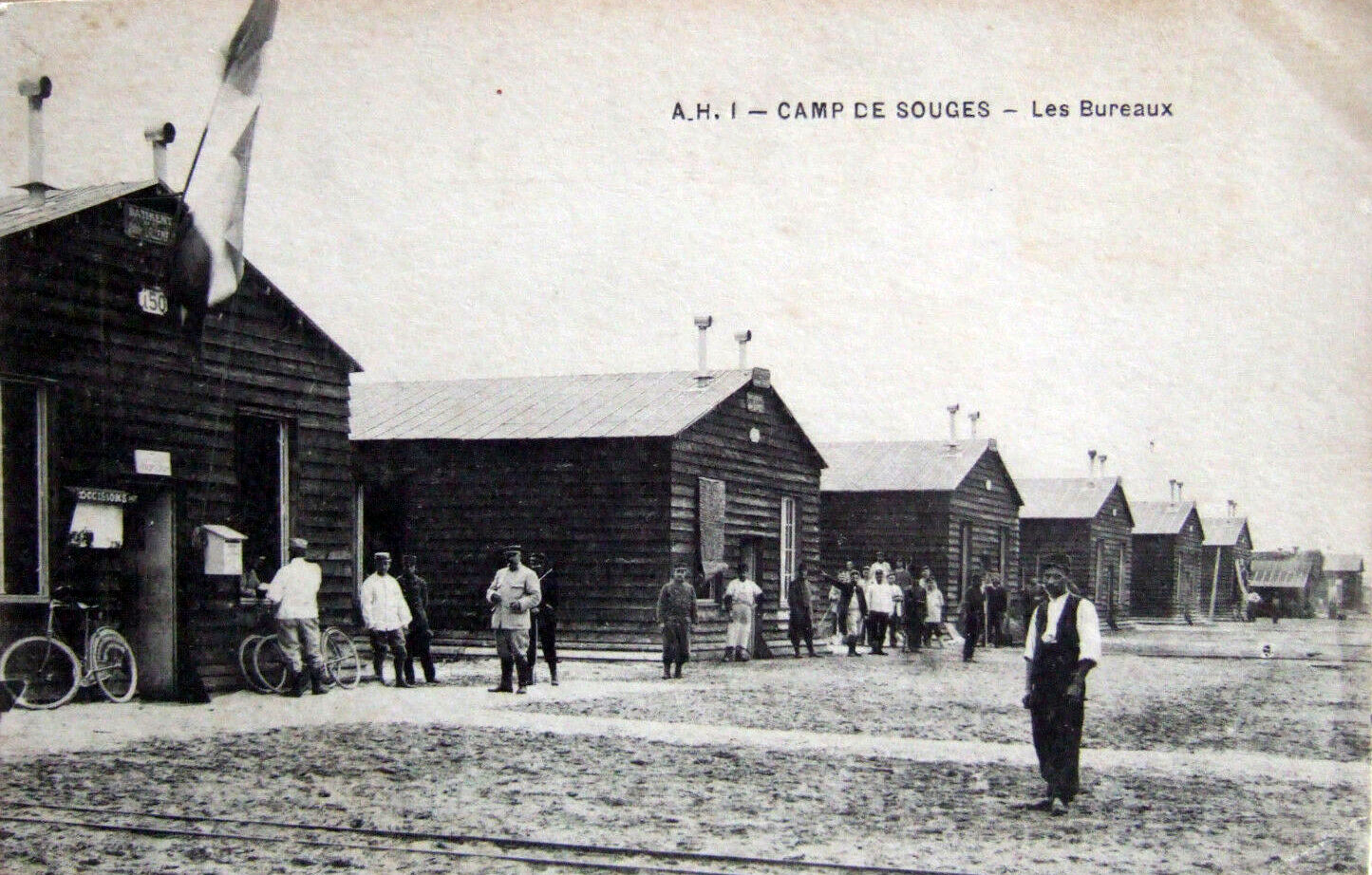
Bureaux.
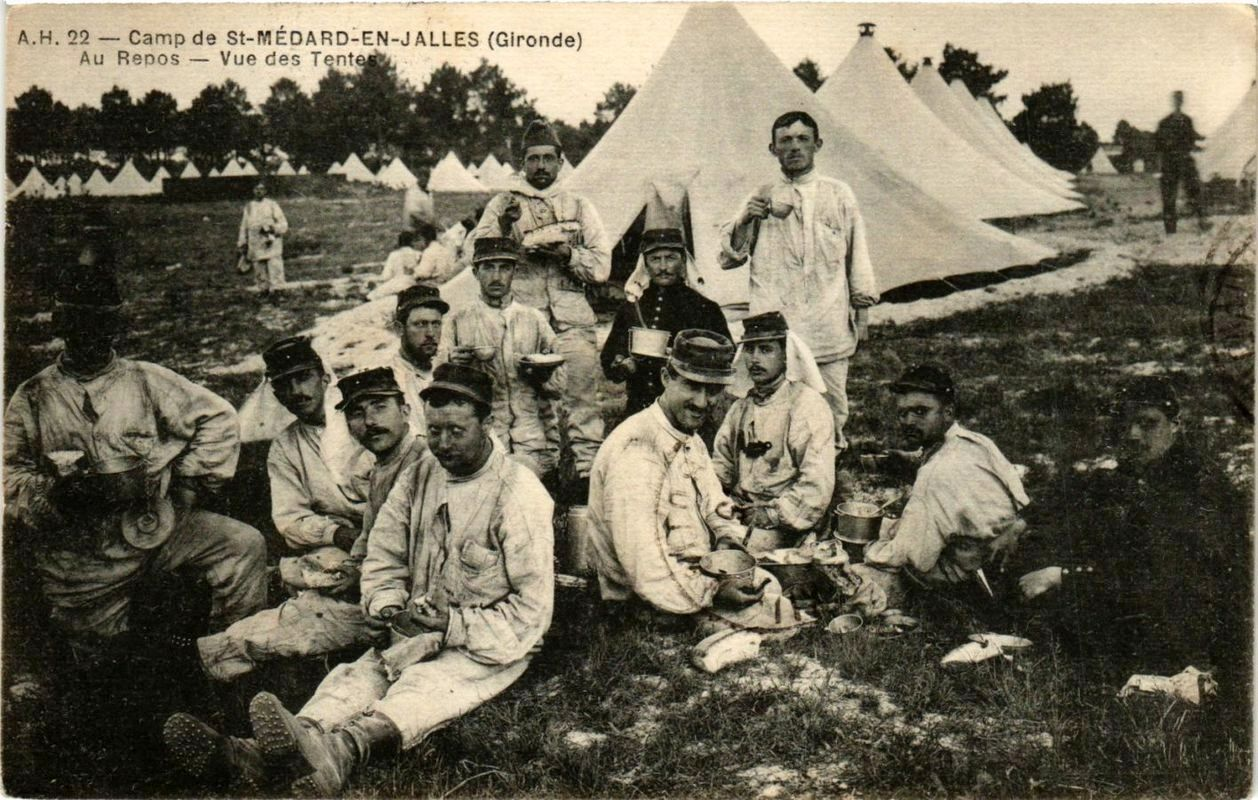
Vue des tentes.
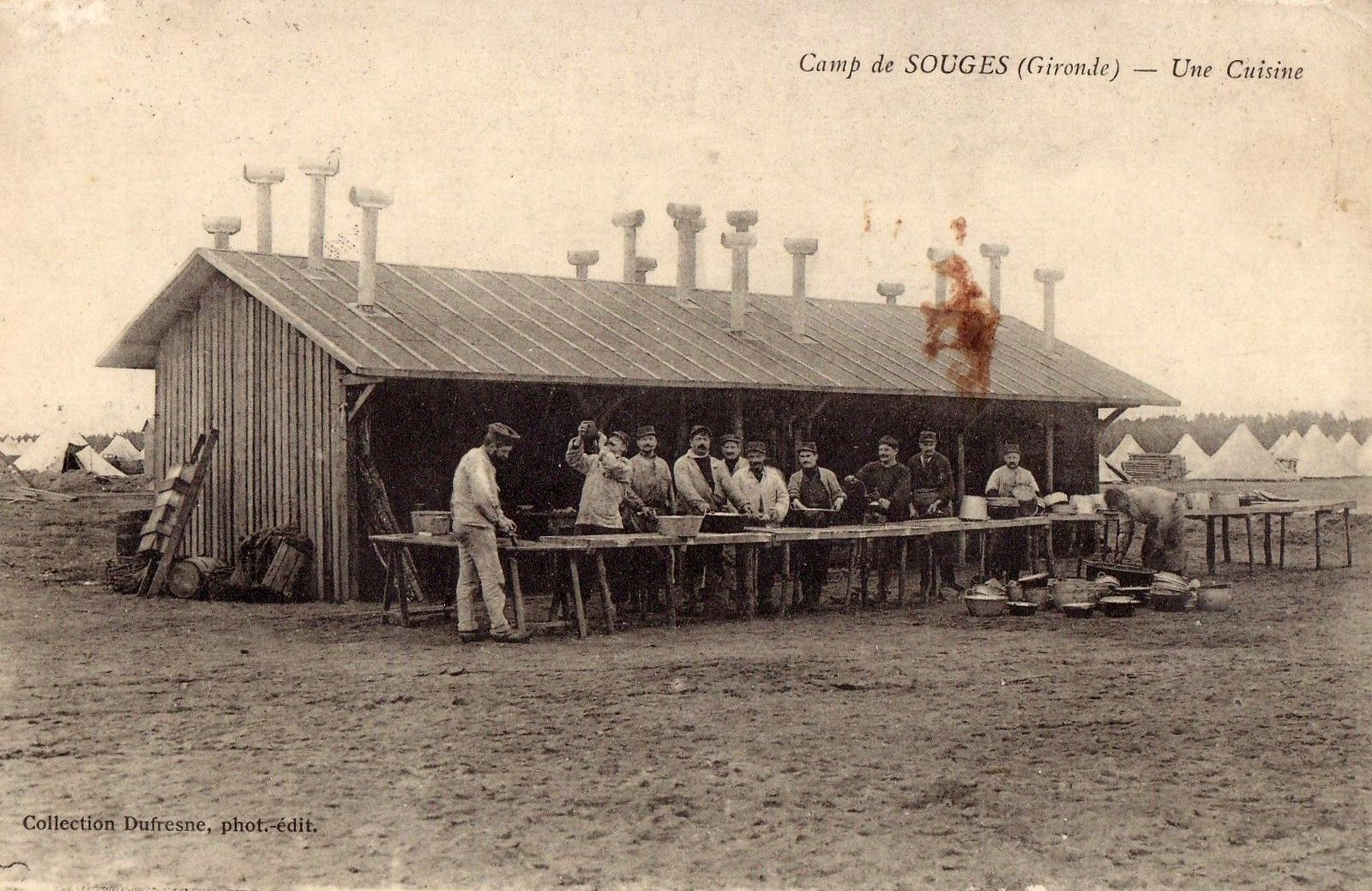
Une cuisine.
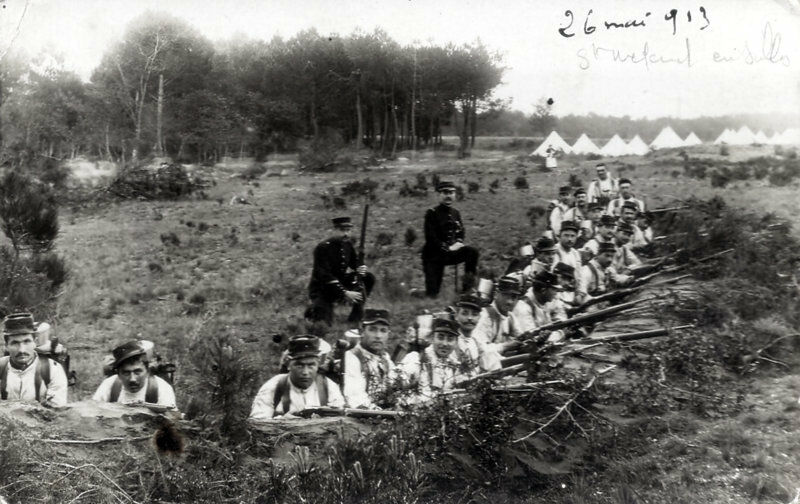
Exercice de tir.
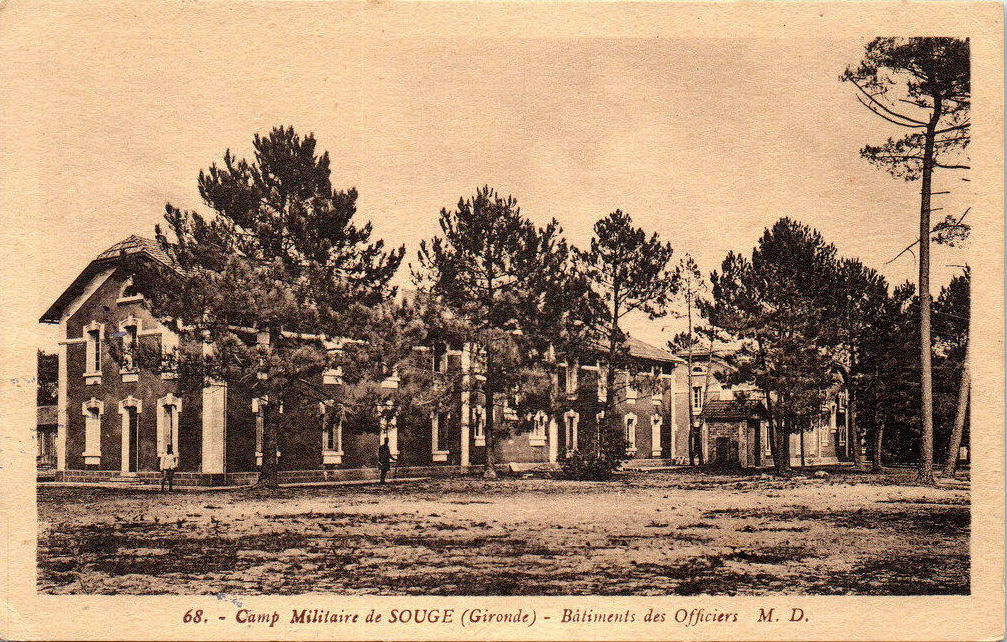
Bâtiments des officiers.
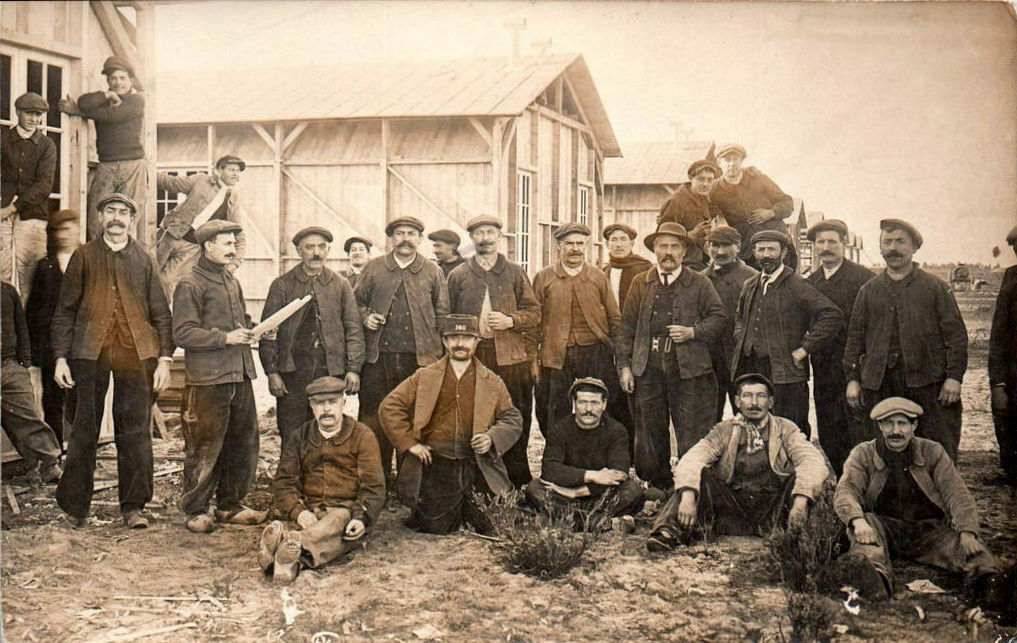
Employés civils.

### LaPremière Guerre mondiale
Le 418e régiment d'infanterie est formé dans le camp le 1er avril 1915.

Le 800e escadron aérien américain en 1918
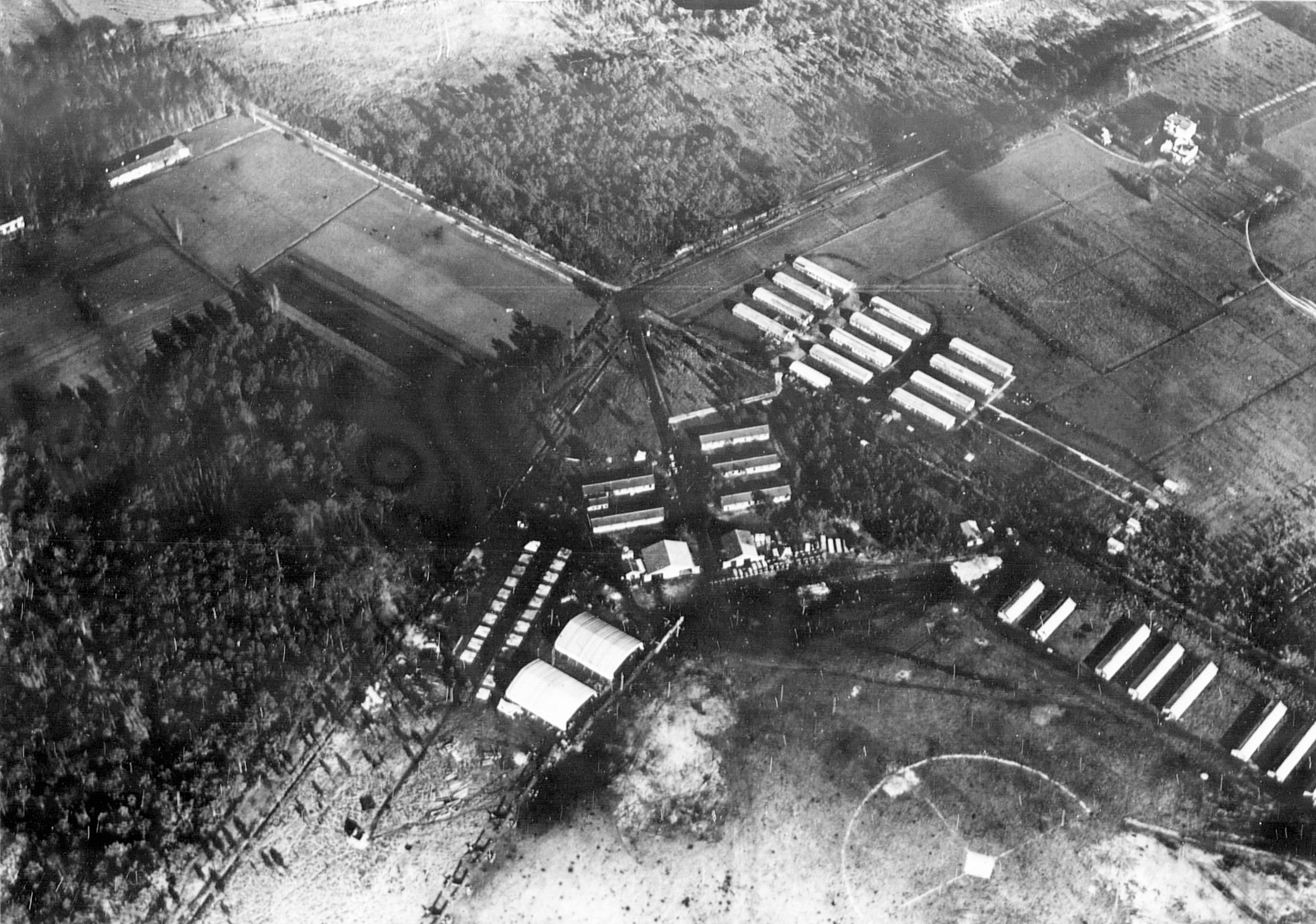
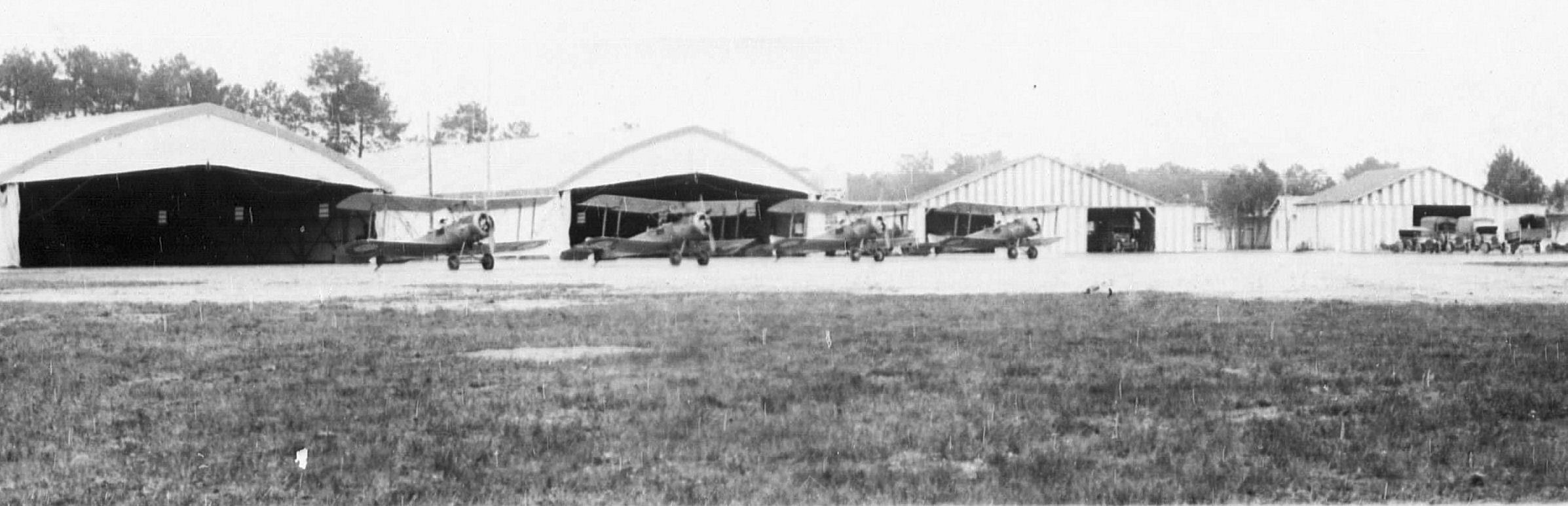
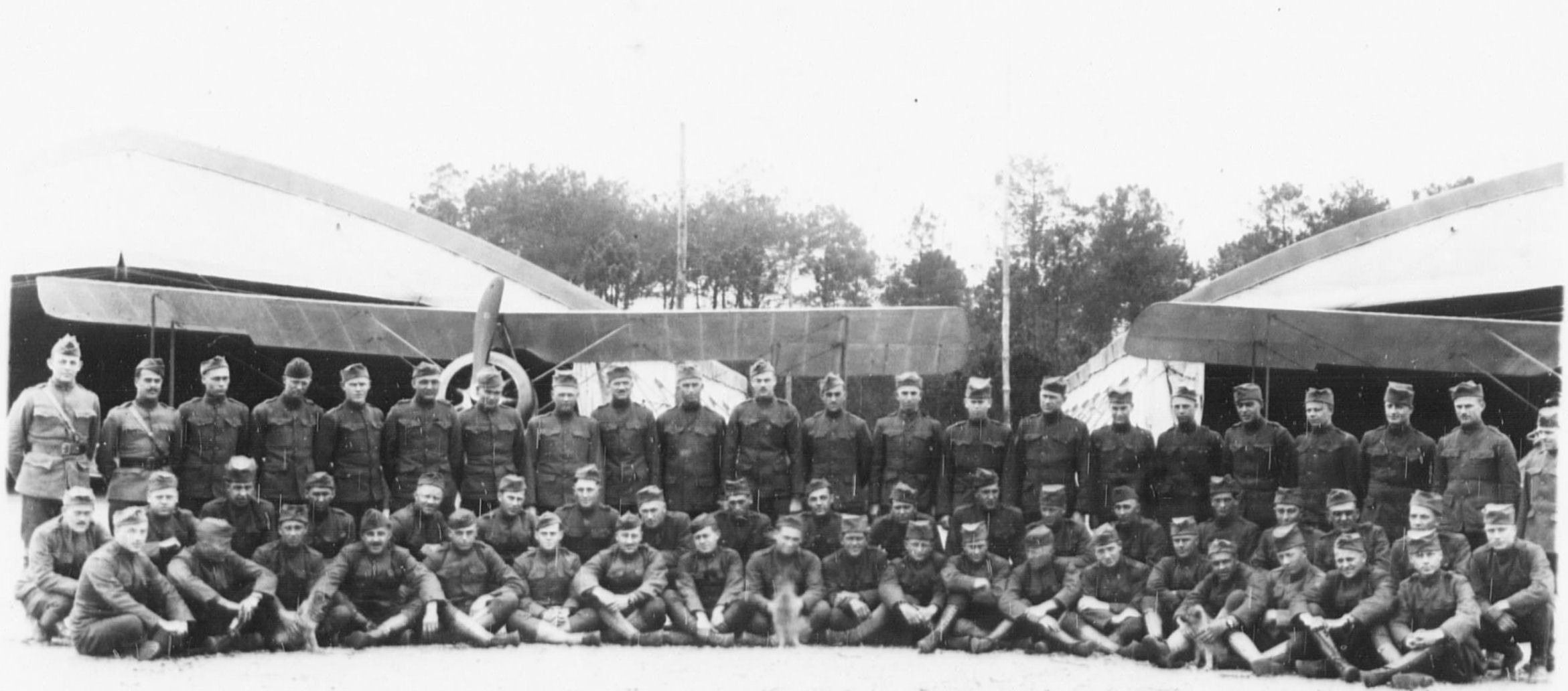
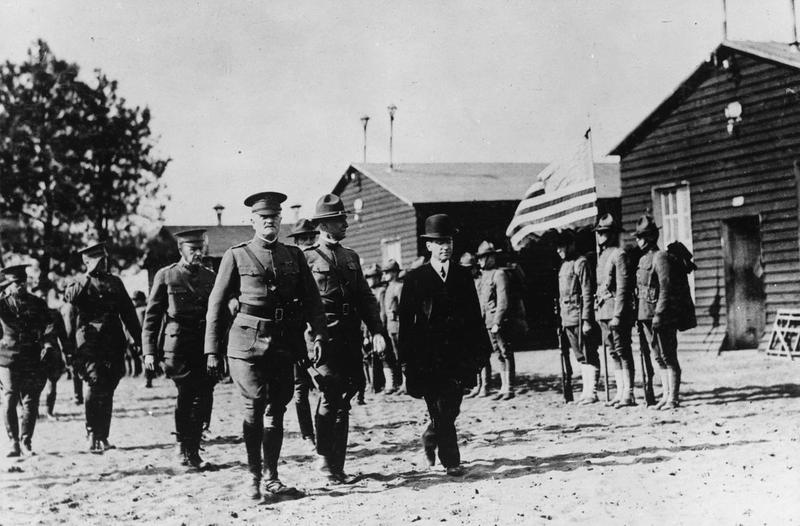
Sécrétaire à la guerre américain Newton Baker, en compagnie du général John Pershing, passant les troupes en revue.

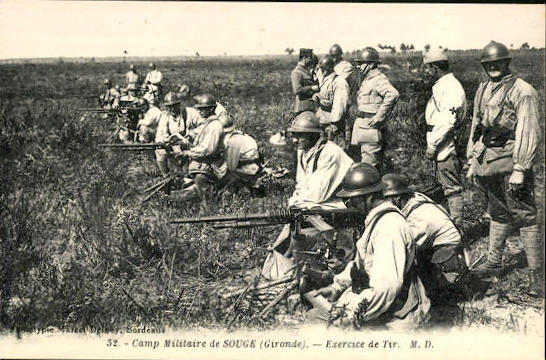
Exercice de tir.
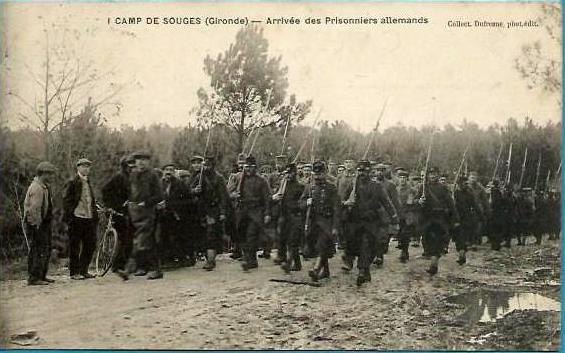
Arrivée des prisonniers allemands.
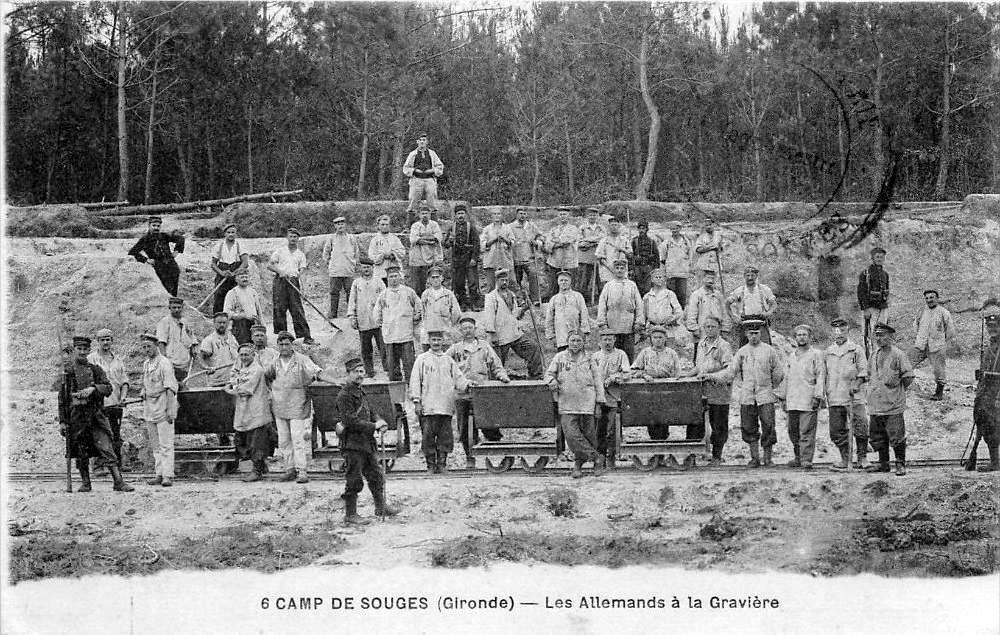
Prisonniers allemands à la gravière.
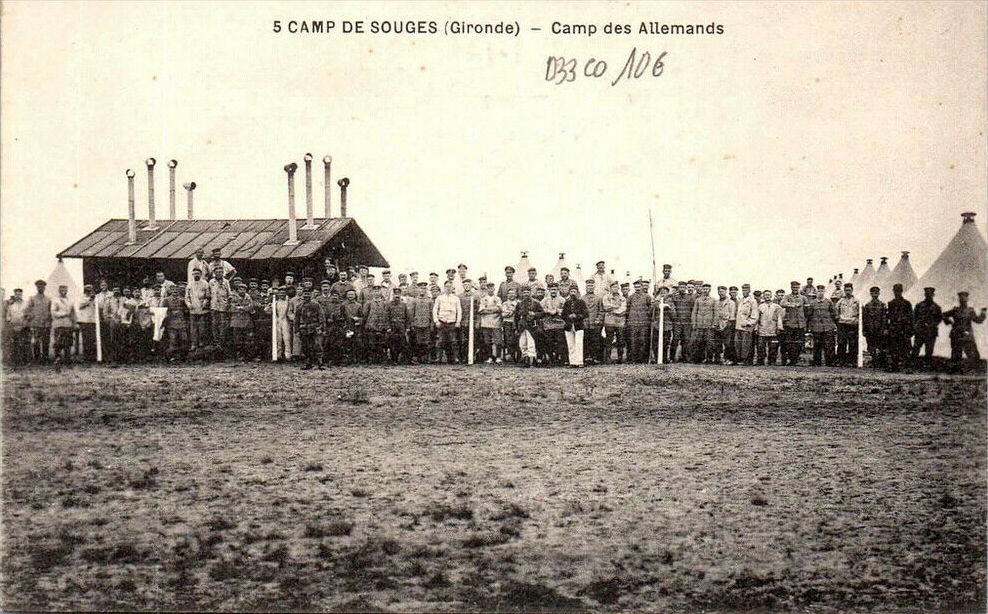
Prisonniers allemands à la cuisine.
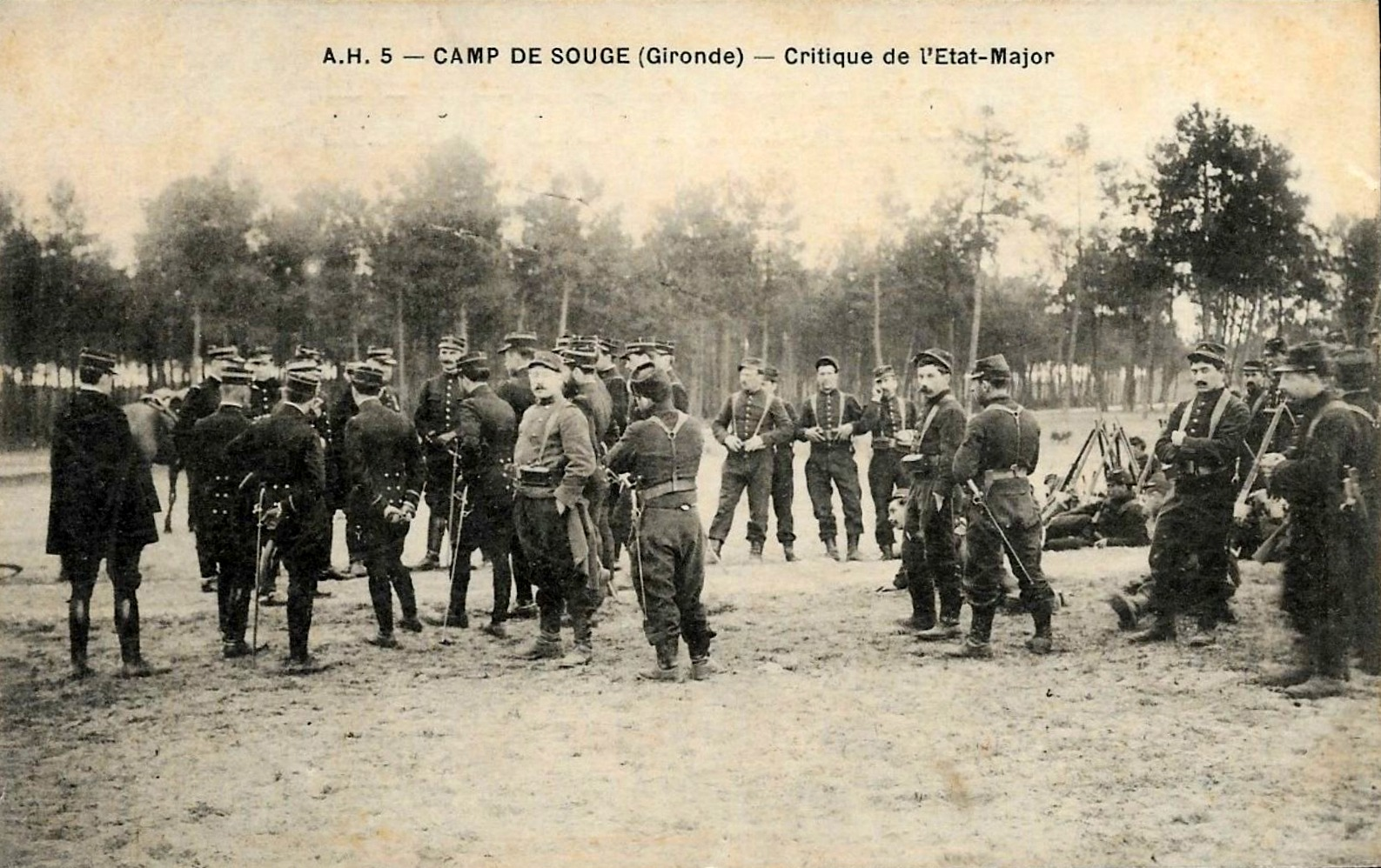
Critique de l'État-major.
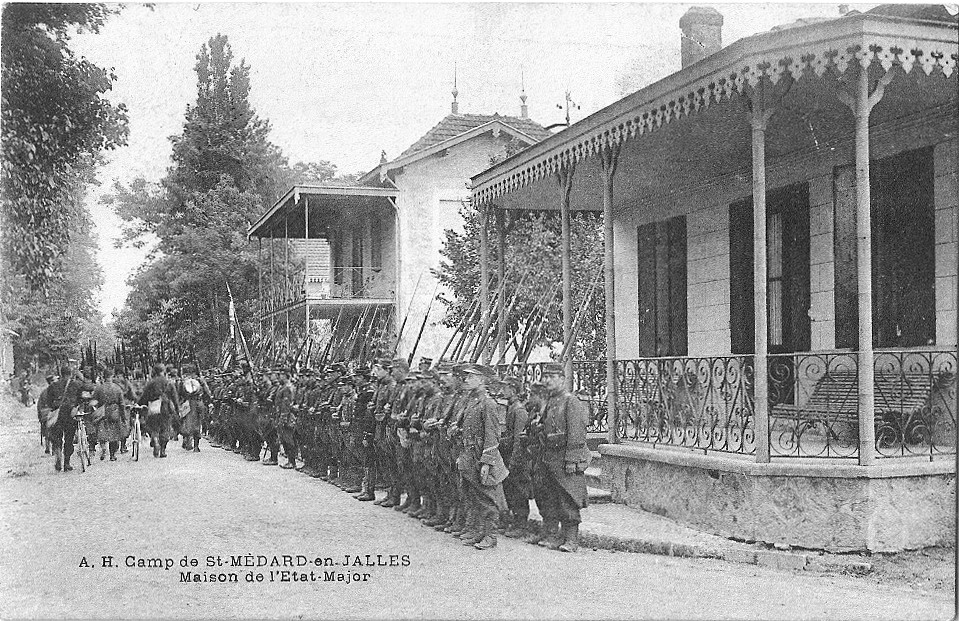
Maison de l'État-major.

### L'entre-deux-guerres

Le camp vers 1925
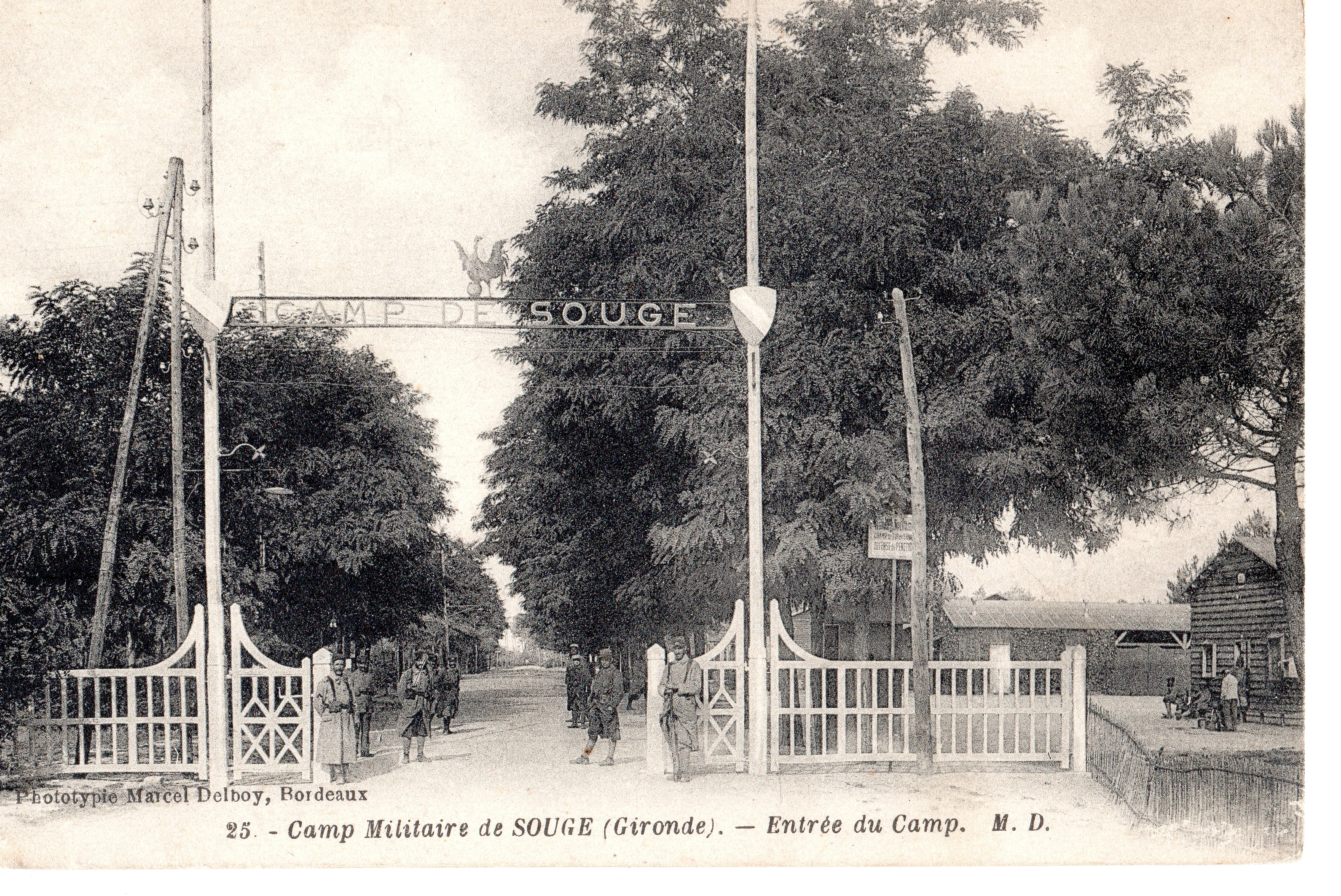
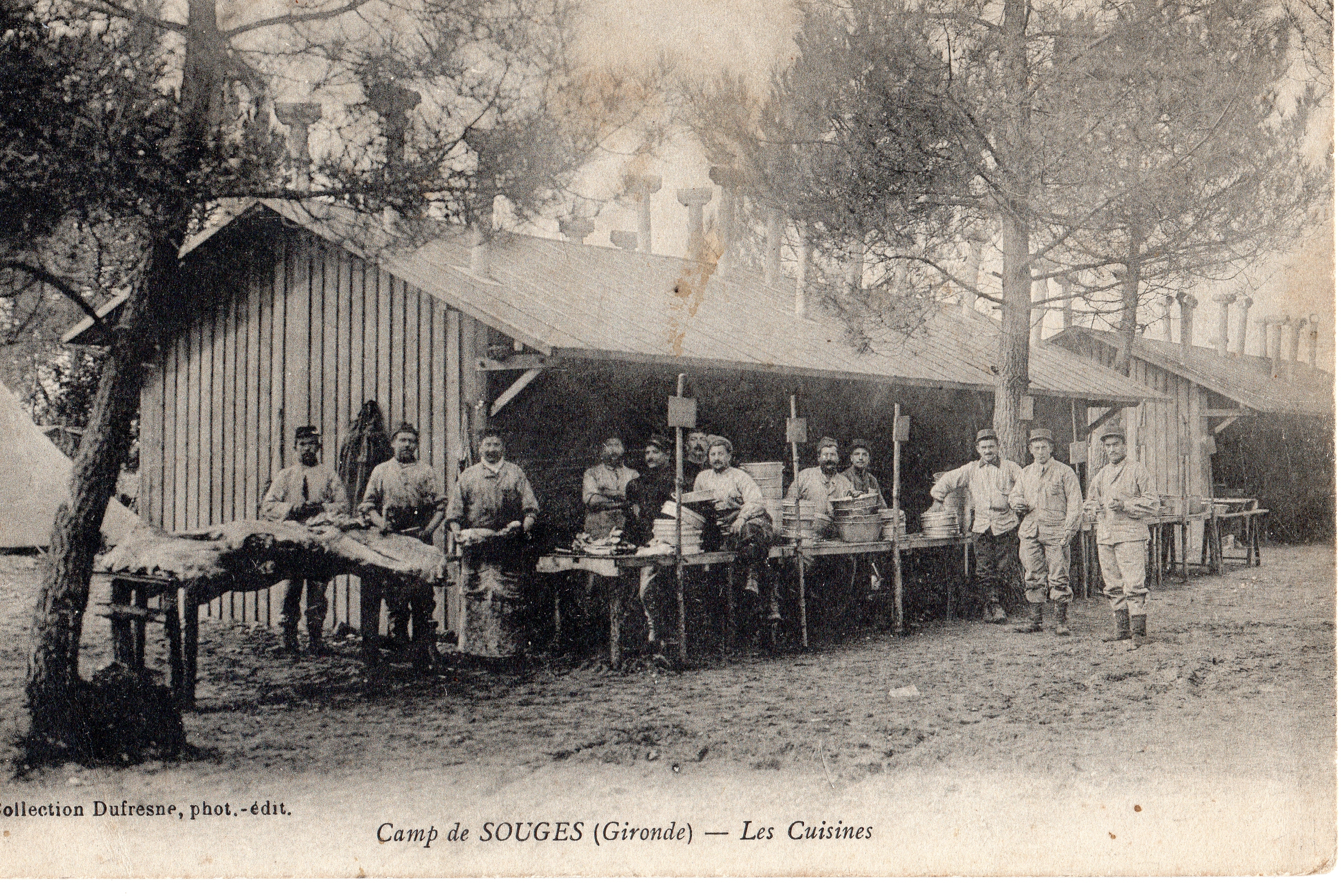
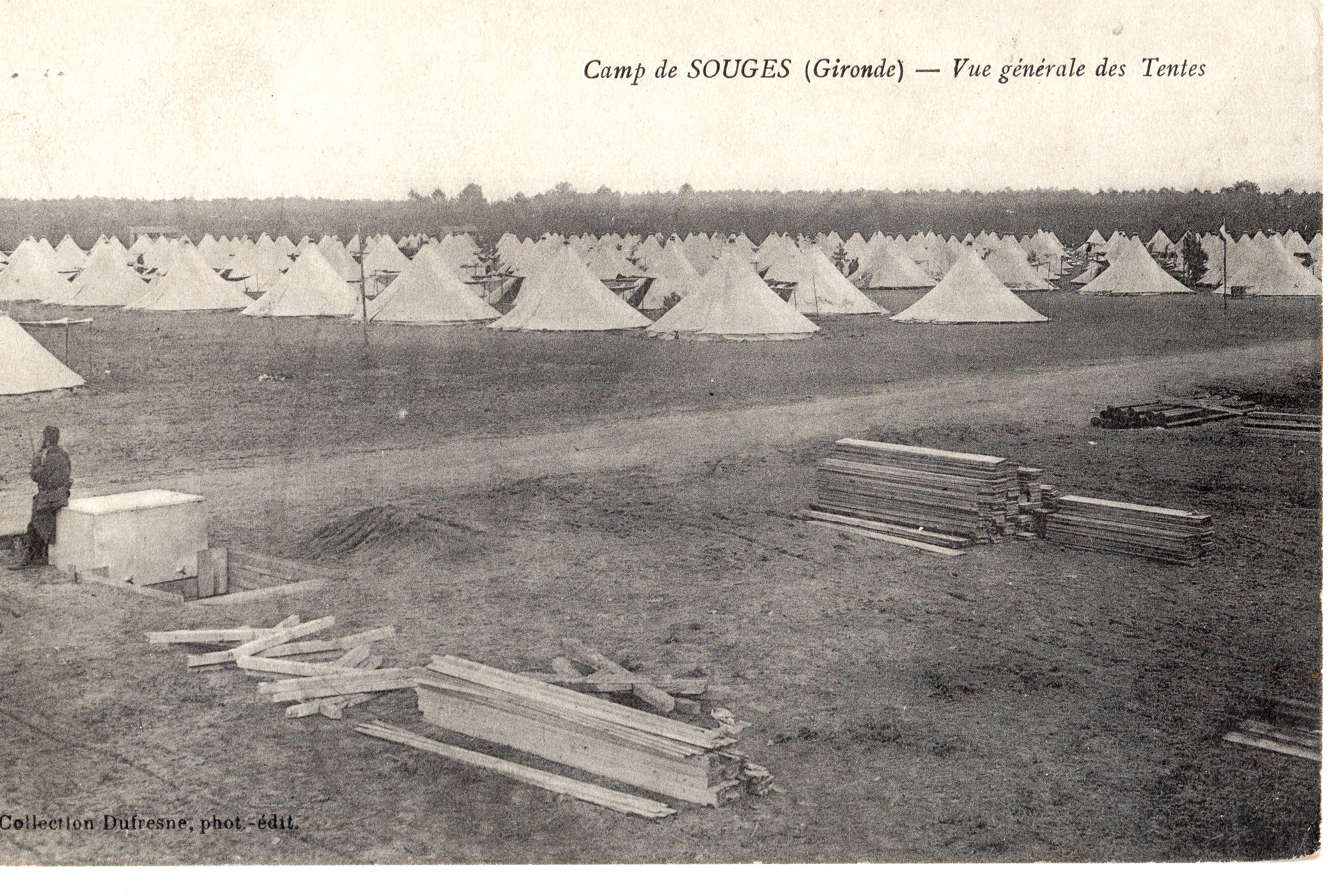
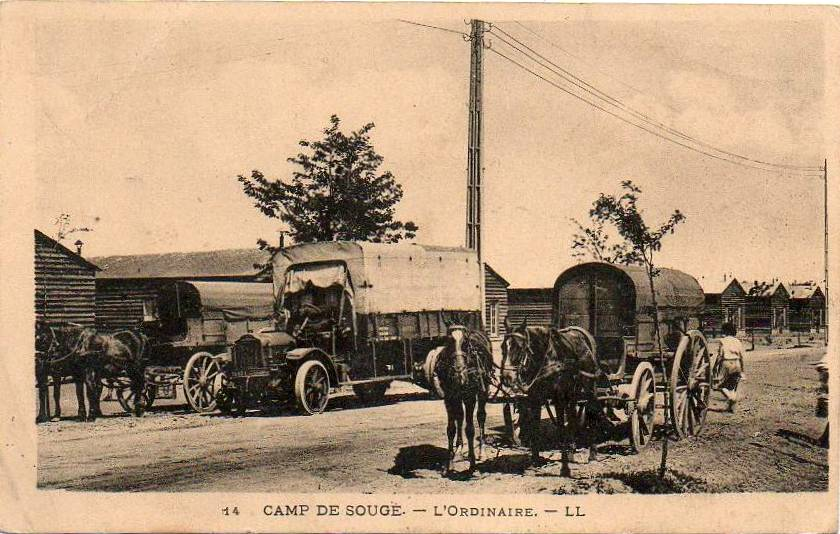
L'ordinaire (cantine des militaires du rang).
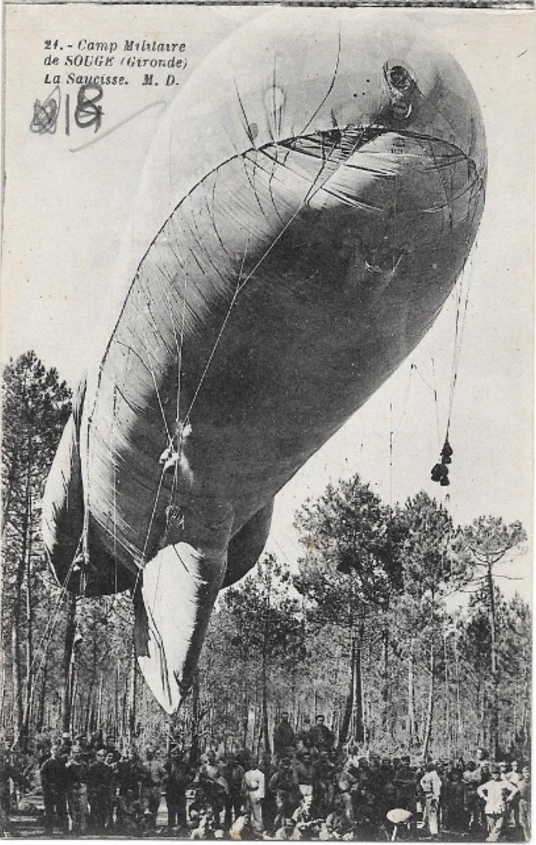
Dirigeable.
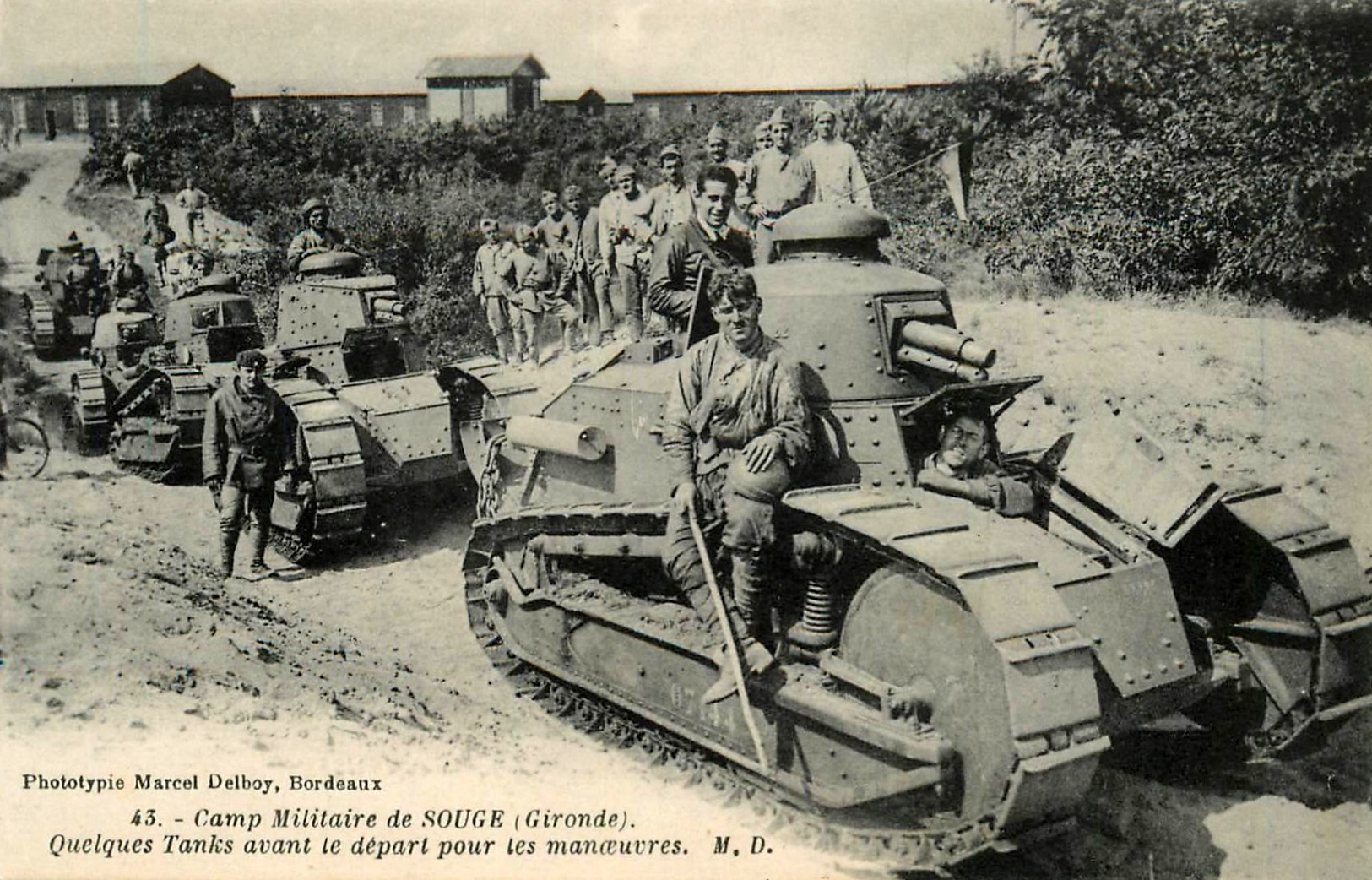
Tanks avant le départ des manœuvres.
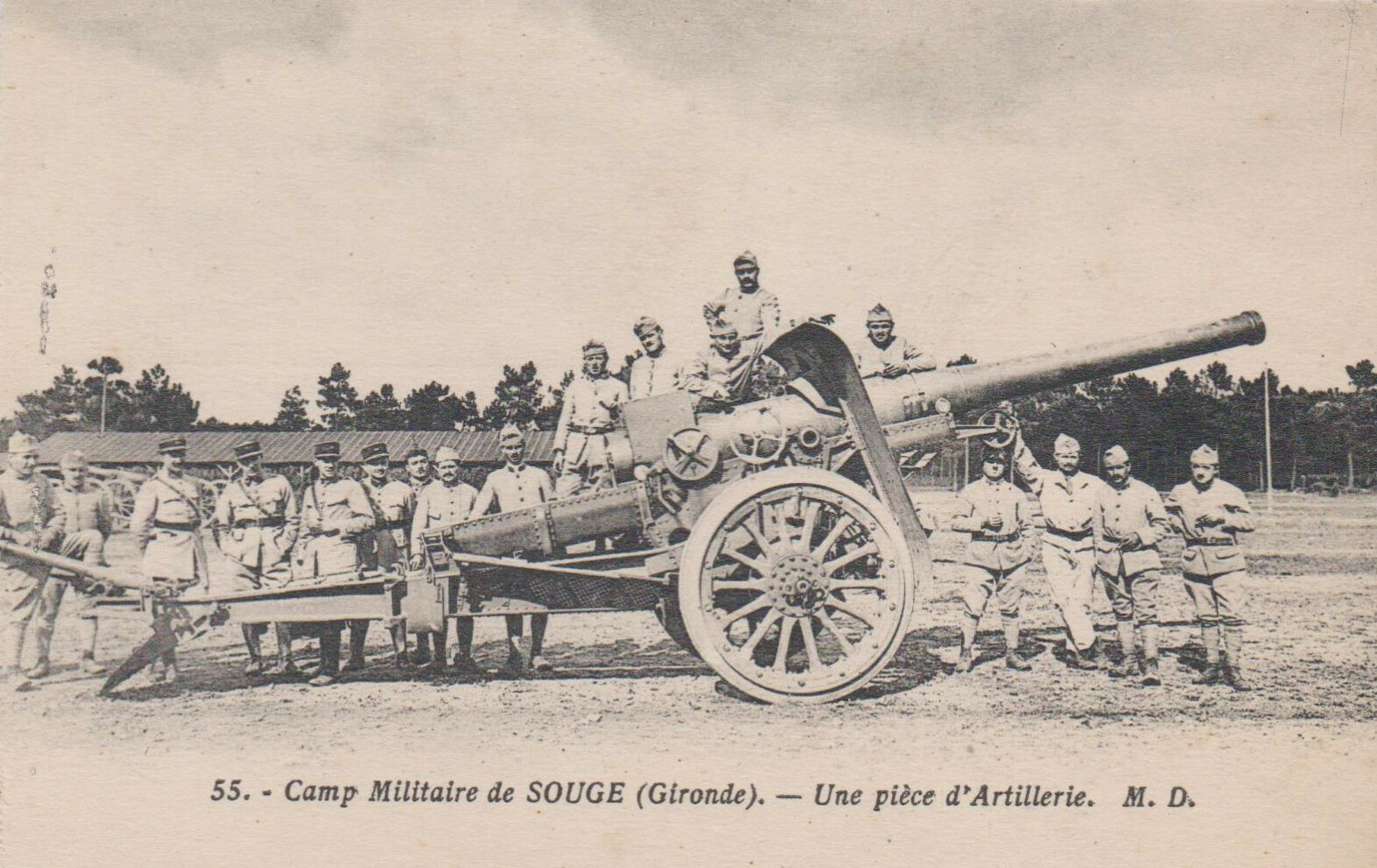
Une pièce d'artillerie.
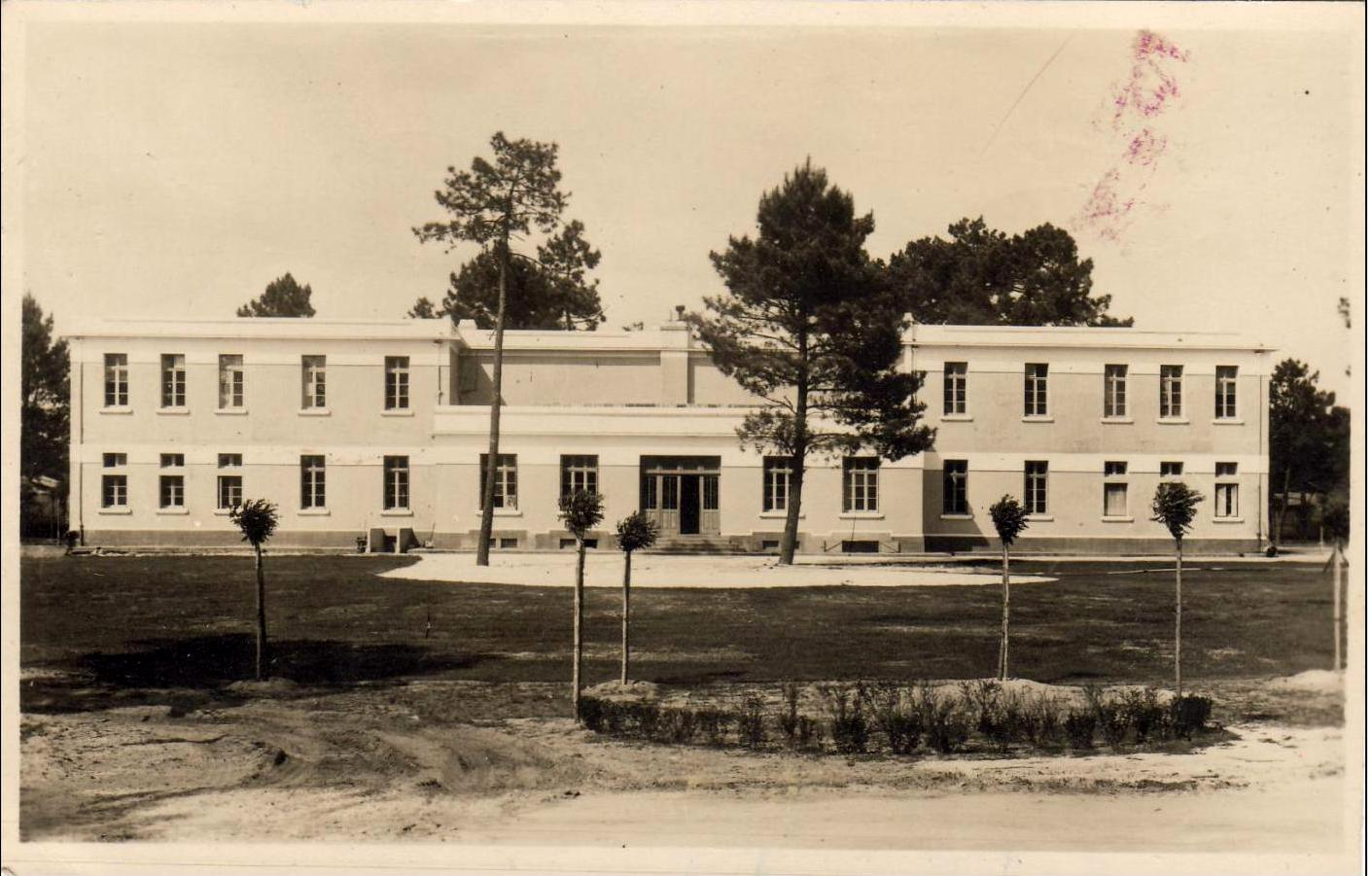
Mess des officiers.

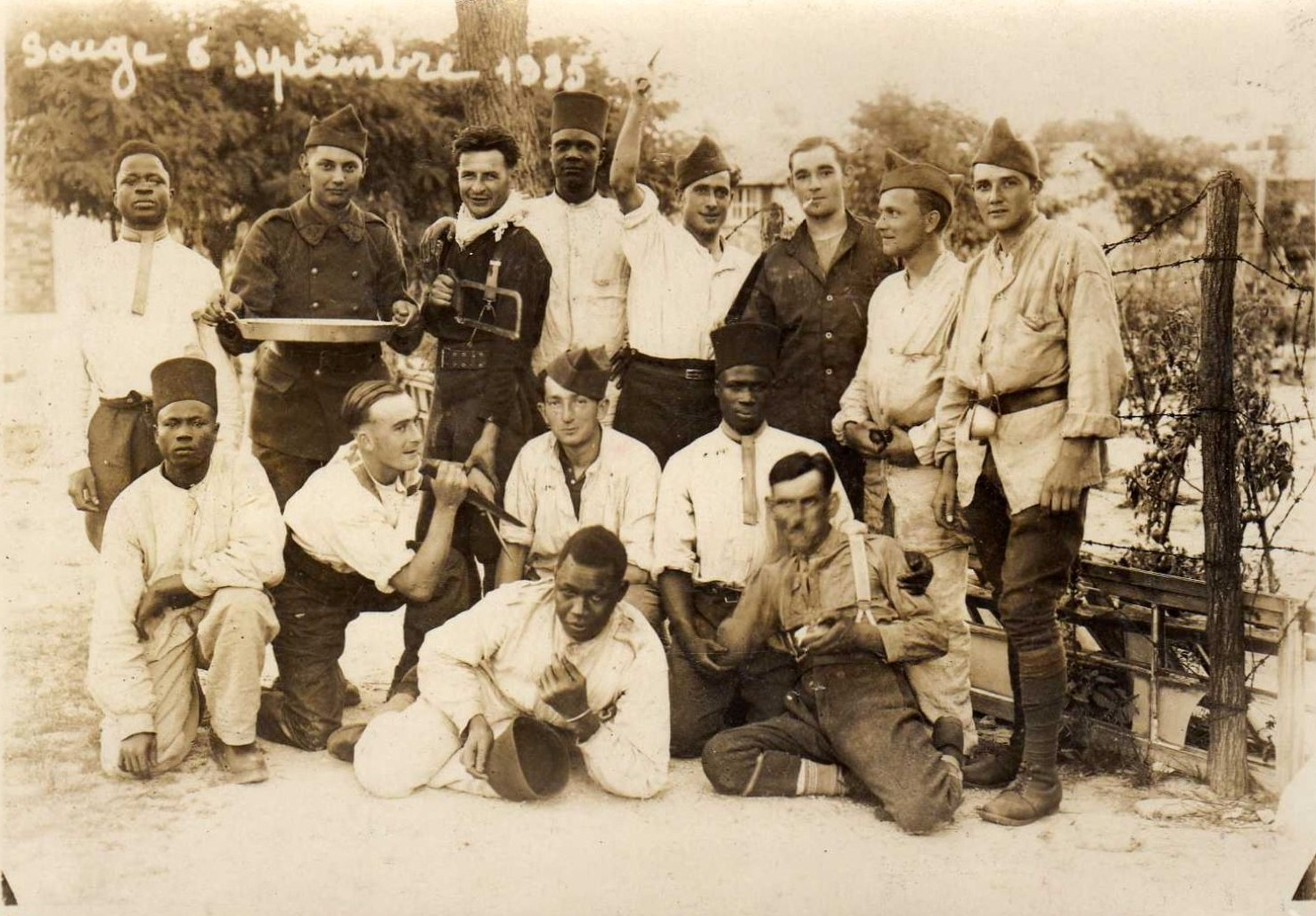
Groupe de militaires et tirailleurs africains en 1935.

### LaSeconde Guerre mondiale
De juillet 1940 au printemps 1941, le camp sert de cantonnement à la 7e Panzerdivision d’Erwin Rommel.
De 1940 à 1944, le camp militaire de Souge est le lieu d'exécution de nombreux résistants de la région bordelaise. L'Association des Fusillés de Souge estime à plus de 300 le nombre de fusillés par l'occupant après avoir été arrêtés le plus souvent par la police du régime de Vichy.
L'épisode le plus important est l’exécution de 50 otages après l'attentat du 21 octobre 1941 à Bordeaux contre le conseiller d'administration militaire (Kriegsverwaltungsrat) Hans Reimers, abattu par Pierre Rebière, un militant communiste membre de l’OS. Le 23 octobre, Pierre Lerein est fusillé, puis 50 otages sont fusillés le 24 octobre au camp de Souge.
Ce sont en majorité des militants communistes. Leurs noms sont disponibles sur le site de l'Amicale de Châteaubriant. L'exécution des 50 otages de Bordeaux est en effet liée à celle des 48 otages de Châteaubriant, Nantes et Paris, en représailles après l'attentat contre le Feldkommandant de Nantes, Karl Hotz.
Le 9 mai 1944, six soldats soviétiques, prisonniers en France, y sont fusillés par les Allemands ; leurs corps reposent à présent dans le cimetière militaire soviétique de Noyers-Saint-Martin, dans l'Oise, au nord-est de Beauvais.
En 1945, un camp hôpital a été construit dans des baraques pour soigner des prisonniers de guerre de l'Axe. En février 1946, près de 1160 y étaient soignés,

## Les fusillés du camp de Souge
Plus de 270 personnes furent fusillés par les Allemands au camp de Souge entre 1940 et 1944.